# Болоняев, Алексей Васильевич
Алексей Васильевич Болоняев (9 марта (25 февраля по ст. ст.) 1912 года, Монастырское — 4 июля 1988 года, Хабаровск) — советский селекционер плодовых культур. Лауреат Сталинской премии (1951). Кандидат сельскохозяйственных наук (1952). Заслуженный агроном РСФСР (1970).

## Биография
Родился в селе Монастырское Пензенской губернии. В 1932 окончил факультет плодоводства Саратовского сельскохозяйственного института (ныне Саратовский государственный аграрный университет). В 1933—1936 работал на территории современного Приморского края агрономом плодосовхоза, затем научным сотрудником Суйфуно-Уссурийской плодово-ягодной станции, где организовал отдел плодоводства. С 1937 года работал в Дальневосточном НИИ сельского хозяйства: старший научный сотрудник, заведующий отделом плодоводства.
Является одним из авторов теории и практики селекции семечковых культур на Дальнем Востоке, в частности, селекции яблони и груши методом гибридизации с местными зимостойкими сортами, который позволил создать новые сорта с улучшенными вкусовыми качествами и лёжкостью плодов. Автор ряда книг по вопросам селекции и возделывания плодово-ягодных культур в местных почвенно-климатических условиях, которые и ныне используются в качестве основных учебных пособий на Дальнем Востоке. Вывел более 50 сортов яблони (в частности, сорт «Абориген»), груши, абрикоса, на 8 из них получил авторские свидетельства.

## Семья
Супруга — Надежда Алексеевна Болоняева, была старше мужа на три года.

## Награды
- два ордена «Знак Почёта»
- Почётная грамота Президиума Верховного Совета РСФСР
- Сталинская премия 3 степени (1951) — за выведение новых морозостойких и урожайных сортов яблони для Урала, Сибири и Дальнего Востока.
- Заслуженный агроном РСФСР (1970)
- Малая золотая медаль ВСХВ (09.12.1954)